# Han Cong
Han Cong (chinesisch 韓聰, Pinyin Hán Cōng; * vermutlich am 6. August 1992 in Harbin, Heilongjiang) ist ein chinesischer Eiskunstläufer, der im Paarlauf startet.
Zusammen mit seiner Eislaufpartnerin Sui Wenjing ist er der Weltmeister von 2017 und 2019 sowie der Vier-Kontinente-Meister von 2012, 2014, 2016, 2017, 2019 sowie 2020.

## Karriere
Han Cong läuft seit 2007 an der Seite von Sui Wenjing, beide hatten zuvor keine Paarlauferfahrungen. Sie wurden von ihren Landsleuten Xue Shen und Hongbo Zhao inspiriert, als sie diese bei den Olympischen Spielen 2002 im Fernsehen verfolgten. Ihre Trainerin ist Bo Luan, die zusammen mit Partner Yao Bin 1980 die erste chinesische Teilnehmerin bei Weltmeisterschaften im Paarlauf war. Sui und Han haben bereits vierfache Wurfsalchows und vierfache Twists im Wettbewerb gezeigt.
Sui und Han wurden in den Jahren 2010, 2011 und 2012 Juniorenweltmeister.
Im Jahr 2012 gewannen sie mit den Vier-Kontinente-Meisterschaften ihr erstes Turnier bei den Senioren. Sie stellten dabei persönliche Bestleistungen in beiden Segmenten und der Gesamtleistung auf. Bei letzterer durchbrachen sie mit 201,83 Punkten die 200-Punkte-Marke.
Außerdem debütierten sie 2012 in Nizza bei Weltmeisterschaften und belegten den neunten Platz.

## Kontroverse um Geburtsdatum
Das Geburtsdatum von Han Cong ist kontrovers. Bei der Internationalen Eislaufunion ist das Geburtsdatum 6. August 1992 gemeldet. Eine chinesische Internetseite gibt jedoch März 1989 als Geburtsmonat an. Damit wäre er zu alt für die Teilnahme an internationalen Juniorenwettbewerben in der Saison 2010/11.
Auch das Geburtsdatum seiner Partnerin Sui Wenjing ist kontrovers. Bei der ISU wird das Geburtsdatum 18. Juli 1995 geführt. Auf besagter chinesischer Internetseite wird jedoch der 7. Mai 1997 als Geburtsdatum angegeben. Damit wäre sie jedoch weder in der Saison 2009/2010 noch in der Saison 2010/2011 im Juniorenbereich international startberechtigt gewesen. In beiden Jahren wurde das Paar Sui Wenjing und Han Cong Juniorenweltmeister. Das Paar wäre in der Saison 2010/2011 in diesem Fall auch im Seniorenbereich nicht startberechtigt gewesen, also auch nicht für das Grand-Prix-Finale, bei dem das Paar die Bronzemedaille gewann.

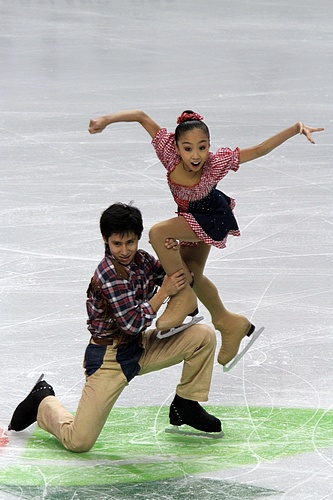
Sui Wenjing und Han Cong bei Skate America 2010

## Ergebnisse

### Paarlauf
(mit Sui Wenjing)
| Meisterschaft / Jahr            | 2009  | 2010  | 2011  | 2012  | 2013  | 2014  | 2015  | 2016  | 2017  | 2018  | 2019  | 2020  | 2021  | 2022  |
| ------------------------------- | ----- | ----- | ----- | ----- | ----- | ----- | ----- | ----- | ----- | ----- | ----- | ----- | ----- | ----- |
| Olympische Winterspiele         |       |       |       |       |       |       |       |       |       | 2.    |       |       |       | 1.    |
| Weltmeisterschaften             |       |       |       | 9.    | 12.   | 6.    | 2.    | 2.    | 1.    |       | 1.    |       | 2.    |       |
| Vier-Kontinente-Meisterschaften |       |       |       | 1.    |       | 1.    | 4.    | 1.    | 1.    |       | 1.    | 1.    |       |       |
| Juniorenweltmeisterschaften     |       | 1.    | 1.    | 1.    |       |       |       |       |       |       |       |       |       |       |
| Chinesische Meisterschaften     | 4.    | 1.    | 1.    | 2.    |       | 2.    |       |       |       |       |       |       |       |       |
| Grand-Prix-Wettbewerb / Saison  | 08/09 | 09/10 | 10/11 | 11/12 | 12/13 | 13/14 | 14/15 | 15/16 | 16/17 | 17/18 | 18/19 | 19/20 | 20/21 | 21/22 |
| Grand-Prix-Finale               |       |       | 3.    |       |       |       | 3.    | Z     |       | 2.    |       | 1.    |       |       |
| Skate America                   |       |       | 3.    |       |       |       |       | 1.    | Z     |       |       |       |       |       |
| Skate Canada                    |       |       |       | 2.    |       | 2.    | 2.    |       |       |       |       |       |       | 1.    |
| Trophée Eric Bompard            |       |       |       |       |       |       | 2.    |       |       |       |       |       |       |       |
| NHK Trophy                      |       |       |       |       | Z     | 3.    |       |       |       | 1.    |       | 1     |       |       |
| Cup of China                    |       |       | 2.    | 5.    | Z     |       |       | 2.    | Z     | 1.    |       | 1     |       |       |
| Gran Premio d’Italia            |       |       |       |       |       |       |       |       |       |       |       |       |       | 1.    |

Z = Zurückgezogen